# ミ・マリド・ティエネ・ファミリア
『ミ・マリド・ティエネ・ファミリア』（スペイン語: Mi marido tiene familia）は、メキシコのテレビドラマ。ラス・エストレージャスで2017年6月5日から2019年2月24日まで放送された。

## 登場人物
フリエタ・アギラール・リベラ
演：ズリア・ベガ
ロバート・クーパー / フアン・パブロ・コルセガ
演：ダニエル・アレナス
ブランカ・ゴメス・デ・コルセガ
演：ダイアナ・ブラチョ
イメルダ・シエラ・デ・コルセガ
演：シルビア・ピナル
フランシスコ「パンチョ」ロペス
演：アラス・デ・ラ・トーレ
スサナ・コルセガ
演：スサナ・ゴンサレス
クリサンタ・ディアス・デ・コルセガ
演：カルメン・サリナス
エルネスト「ネト」レイ
演：ガブリエル・ソト